# ХК Салават Јулајев
Салават Јулајев (рус. Салават Юлаев) је руски хокејашки клуб из Уфе. Клуб се тренутно такмичи у Континенталној хокејашкој лиги.

## Историја
Пре него што је добио данашњи назив клуб се звао Труд Уфа у периоду од 1957 до 1959. и Гастело Уфа од 1959-1961. Данашњи назив добили су 1961. године.
Били су прваци последње сезоне Супер лиге Русије 2008. године.
У сезони 2010/11. освојили су регионалну Континенталну хокејашку лигу. У финалу су победили Атлант са 4:1 у победама.
Клуб утакмице као домаћин игра у Уфа арени капацитета 8.400 места.

## Трофеји
- Континентална хокејашка лига:
  - Првак (1) :2010/11
- Супер лига Русије:
  - Првак (1) :2007/08,

## Састав тима
Од 9. септембра 2011.
| Голмани |                     |                    |         |
| Број    | Националност        | Име                | Годиште |
| 20      | Русија · Казахстан  | Виталиј Колесник   | 1979    |
| 40      | Шведска             | Ерик Ерсберг       | 1982.   |
| Одбрана |                     |                    |         |
| Број    | Националност        | Име                | Годиште |
| 17      | Русија              | Виталиј Атјушов    | 1979.   |
| 23      | Чешка               | Мирослав Блатјак   | 1982.   |
| 34      | Русија              | Виталиј Прошкин    | 1976.   |
| 45      | Русија              | Андреј Кутејкин    | 1984.   |
| 59      | Русија              | Сергеј Гимаев      | 1984.   |
| 63      | Русија              | Максим Кондратев   | 1983.   |
| 70      | Русија              | Олег Твердовскиј   | 1976.   |
| 75      | Русија              | Рихард Стеглик     | 1984.   |
| Напад   |                     |                    |         |
| Број    | Националност        | Име                | Годиште |
| 10      | Шведска · Канада    | Роберт Нилсон      | 1985.   |
| 11      | Русија              | Јуриј Трубачјев    | 1983.   |
| 14      | Русија              | Максим Мамин       | 1988.   |
| 15      | Русија              | Александар Свитов  | 1982.   |
| 19      | Русија              | Игор Радулов       | 1982.   |
| 21      | Чешка               | Јакуб Клепиш       | 1984.   |
| 22      | Русија              | Андреј Таратухин   | 1983.   |
| 24      | Русија              | Петар Счастливиј   | 1988.   |
| 25      | Русија              | Виктор Козлов (К)  | 1975.   |
| 27      | Русија              | Игор Григоренко    | 1983.   |
| 28      | Белорусија · Русија | Константин Колцов  | 1981.   |
| 33      | Русија              | Максим Сушинскиј   | 1974.   |
| 42      | Русија              | Сергеј Зиновев     | 1980.   |
| 47      | Русија              | Александар Радулов | 1986.   |
| 91      | Русија              | Олег Саприкин      | 1981.   |
| 92      | Русија              | Игор Мирнов        | 1984.   |